# Eparchia jekaterynburska
Eparchia jekaterynburska – jedna z eparchii Rosyjskiego Kościoła Prawosławnego z siedzibą w Jekaterynburgu. Jej obecnym ordynariuszem jest metropolita jekaterynburski i wierchoturski Eugeniusz (Kulberg), zaś funkcję katedry pełni sobór Świętej Trójcy w Jekaterynburgu. Drugą katedrą eparchii jest sobór św. Jana Chrzciciela w Jekaterynburgu. W czasach Imperium Rosyjskiego głównymi katedrami eparchii były jekaterynburskie sobory: św. Katarzyny i Objawienia Pańskiego, które zostały wysadzone w 1930 przez władze sowieckie.

## Historia
Eparchia powstała w 1885, poprzez wydzielenie z eparchii permskiej. 29 stycznia 1885 imperator Aleksander III Romanow zaakceptował decyzję Świątobliwego Synodu Rządzącego o potrzebie stworzenia oddzielnej eparchii z centrum w Jekaterynburgu. W momencie powstania liczyła 408 parafii (z czego 34 jednowierców), 428 cerkwi i 446 kaplic, obsługiwanych przez 522 kapłanów. W 1899 ogólna liczba parafii spadła o dwie, jednak liczba cerkwi wzrosła do 497, zaś kaplic i domów modlitwy – do 563. W eparchii pracowało 570 kapłanów. W przededniu rewolucji październikowej administratura prowadziła 504 parafie i czternaście monasterów, w których zamieszkiwały 322 mniszki i 133 mnichów oraz 2532 posłusznice i 177 posłuszników. Podzielona była początkowo na 24 dekanaty, a do 1917 ich liczba wzrosła do 31. W 1893 rozpoczęto program misyjny, który miał na celu chrystianizację ludów zamieszkujących trudno dostępne północne rejony eparchii, głównie Mansów.
W latach 1918–1919 na tym terenie prowadzone były walki w ramach rosyjskiej wojny domowej, w wyniku prześladowań bolszewickich śmierć poniosło wówczas co najmniej 45 członków duchowieństwa diecezjalnego, 25 aresztowano, a około 50 musiało się ukrywać. W 1919 r. likwidacji poddano wszystkie placówki oświatowe kierowane przez eparchię. W 1922 w ramach akcji konfiskaty majątku cerkiewnego władze przejęły w samym Jekaterynburgu 1191 kilogramów srebra. W maju 1922 aresztowany został patriarcha Tichon, a 20 sierpnia tego samego roku w soborze św. Katarzyny odbyło się spotkanie części duchowieństwa eparchii, które to przeszło na stronę Żywej Cerkwi. Cerkwie i parafie eparchii podzieliły się na zwolenników patriarchy Tichona, renowacjonistów i grigoriewców. W 1935 na terenie diecezji działa 118 parafii podległych metropolicie Sergiuszowi, 18 wiernych Żywej Cerkwi i 13 parafii grigoriewców. W 1937 ogólna liczba parafii spada do 93, z czego 51 podlega Sergiuszowi, 31 odnowicielstwu, a 11 grigoriewcom.
W 1930 władze sowieckie zamykają, a następnie wysadzają w powietrze dwa główne sobory: św. Katarzyny i Objawienia Pańskiego. W czasie terroru z końca lat trzydziestych duchowieństwo różnych odłamów zostaje poddane masowym represjom. Rozstrzelano 7 biskupów, represjonowano 150 duchownych (z czego 93 rozstrzelano). Ogólnie w latach 1918–1944 aresztowano 340 duchownych, z czego 148 zostało rozstrzelanych. Po 1938 na terenie Uralu nie było żadnego biskupa, a wielu duchownych musiało rozpocząć zwykłą pracę zawodową. W latach 1937–1938 zamknięto co najmniej 53 obiekty sakralne, w 1939 – co najmniej 15, w 1940 – co najmniej 13, a w pierwszej połowie 1941 – co najmniej 15. Na przestrzeni kolejnych lat zamknięta została większość cerkwi na terenie eparchii, w samym tylko 1930 ponad 100 cerkwi. Ta fala prześladowań sprawiła, że w mieście Swierdłowsku czynny pozostał jedynie cerkiew św. Jana Chrzciciela i cerkiew Wszystkich Świętych. Ta ostatnia zamknięta została w 1941 r., co pozostawiło miasto tylko z jedną świątynią, w której odbywały się – i do tego nieregularnie – nabożeństwa. W 1941 cerkiew Wszystkich Świętych została zamknięta, co sprawiło, że czynna pozostała jedynie cerkiew św. Jana Chrzciciela. Wskutek wszystkich tych represji wymierzonych w prawosławne duchowieństwo i wiernych w ZSRR, w II połowie lat 30. XX wieku eparchia praktycznie przestała działać. Ostatnie czynne parafie podlegały bezpośrednio locum tenens Patriarchatu Moskiewskiego metropolicie Sergiuszowi.
Sytuacja poprawiła się nieznacznie po ataku Niemiec na ZSRR w 1941. W 1943 władze kościelne uzgodniły z władzami państwowymi możliwość otwarcia świątyń na terenie obwodu swierdłowskiego. Na 93 podania o wznowienie nabożeństw tylko 4 zostały rozpatrzone pozytywnie. W 1945 na terenie eparchii odbyło się 11 216 chrztów i 476 ślubów kościelnych, w 1946 – 15 047 chrztów i 1101 ślubów. W 1947 posługę pełniło 47 duchownych i 7 diakonów, w 1949 – 58 duchownych i 12 diakonów, a w 1958 liczba ta wynosiła 58 duchownych i 15 diakonów. Kolejne represje zaczęły się za rządów Nikity Chruszczowa. 16 cerkwi zostało zamkniętych w latach 1960–1962. Na terenie miasta Swierdłowska czynna była wówczas znów tylko jedna świątynia i stan ten miał się utrzymać aż do rozpadu Związku Radzieckiego. Pieriestrojka i przemiany jakie nastąpiły na przełomie lat osiemdziesiątych i dziewięćdziesiątych XX wieku doprowadziły do poprawy sytuacji duchowieństwa i wiernych. W 1988 otwarto 6 nowych parafii i zwrócono 4 świątynie, a w 1989 – 16 parafii i 9 świątyń. W latach 1991–1992 zwrócono kolejnych 38 świątyń. W 1988 liczba chrztów w porównaniu z rokiem 1987 potroiła się, osiągając liczbę 170 121. W 1989 ochrzczono już 370 572 osób. Po utworzeniu Federacji Rosyjskiej eparchia odzyskała dużą część dawnych cerkwi i soborów, w których wznowiony został kult religijny.

## Eparchia obecnie
W 2010 eparchia liczyła 507 parafii oraz 16 klasztorów. 232 parafie dysponowały wolno stojącymi cerkwiami, inne posiadały jedynie świątynie domowe. Placówki duszpasterskie obsługiwało 390 kapłanów eparchialnych i 64 zakonnych.
W 2011 z terytorium administratury wydzielono eparchie: kamieńską i niżnotagilską.

### Monastery[1]
- Monaster św. Mikołaja w Wierchoturiu, męski
- Pustelnia św. Kosmy w Kostylewej, męska
- Monaster Świętych Cierpiętników Carskich k. Jekaterynburga, męski
- Monaster Podwyższenia Krzyża Pańskiego w Jekaterynburgu, męski
- Nowo-Tichwiński Monaster św. Aleksandra Newskiego w Jekaterynburgu[16], żeński
- Monaster Opieki Matki Bożej w Wierchoturiu, żeński
- Monaster Ikony Matki Bożej „Wspomagająca Chlebem” w Sriednieuralsku, żeński

### Biskupi jekaterynburscy[11]
- Nataniel (Leandrow), 1885–1888
- Cyryl (Orłow), 1888 (nie objął obowiązków)
- Polikarp (Rozanow), 1888–1891
- Atanazy (Parchomowicz), 1891–1894
- Symeon (Pokrowski), 1894–1896
- Włodzimierz (Szymkowicz), 1896–1897
- Krzysztof (Smirnow), 1897–1900
- Ireneusz (Orda), 1900–1902
- Nikanor (Kamienski), 1902–1903
- Włodzimierz (Sokołowski-Awtonomow), 1903–1910
- Mitrofan (Afonski), 1910–1914
- Serafin (Gołubiatnikow), 1914–1917
- Grzegorz (Jackowski), 1917–1925
- Korneliusz (Sobolew), 1926–1933
- Makary (Zwiozdow), 1933–1934, ponownie od listopada 1934 do 1935
- Gleb (Pokrowski), locum tenens 1935
- Piotr (Sawieljew), 1936–1937
- Warłaam (Pikałow), 1943–1944
- Tobiasz (Ostroumow), 1944–1957
- Donat (Szczogolew), 1957
- Mścisław (Wołonsiewicz), 1957–1958
- Flawian (Dmitrijuk), 1958–1966
- Klemens (Pieriestiuk), 1966–1980
- Płaton (Udowienko), 1980–1984
- Melchizedek (Lebiediew), 1984–1994
- Nikon (Mironow), 1994–1999
- Wincenty (Morar), 1999–2011
- Cyryl (Nakonieczny), 2011[17]–2020
- Eugeniusz (Kulberg), od 2020[18]